# Al-Arabíja
Al-Arabíja je Saúdy vlastněná panarabská televize vysílající 24 hodin denně z Dubaje ve Spojených arabských emirátech ve standardní arabštině. Televize byla založena 3. března 2003. Jde o nejvýznamnějšího konkurenta katarské televize Al-Džazíra.